# U-21サッカーウクライナ代表
U-21サッカーウクライナ代表（U-21サッカーウクライナだいひょう、ウクライナ語: Молодіжна збірна України, 英語: Ukraine national under-21 football team）は、ウクライナサッカー連盟によって編成されるウクライナのサッカーの21歳以下のナショナルチームである。21歳以下を対象とするUEFA U-21欧州選手権に出場するためのチームである。

## UEFA U-21欧州選手権の成績
| 年   | 結果                               | 試       | 勝       | 分       | 負       | 得       | 失       |
| ---- | ---------------------------------- | -------- | -------- | -------- | -------- | -------- | -------- |
| 1994 | 未出場                             | 未出場   | 未出場   | 未出場   | 未出場   | 未出場   | 未出場   |
| 1996 | 予選敗退                           | 予選敗退 | 予選敗退 | 予選敗退 | 予選敗退 | 予選敗退 | 予選敗退 |
| 1998 | 予選敗退                           | 予選敗退 | 予選敗退 | 予選敗退 | 予選敗退 | 予選敗退 | 予選敗退 |
| 2000 | 予選敗退                           | 予選敗退 | 予選敗退 | 予選敗退 | 予選敗退 | 予選敗退 | 予選敗退 |
| 2002 | 予選敗退                           | 予選敗退 | 予選敗退 | 予選敗退 | 予選敗退 | 予選敗退 | 予選敗退 |
| 2004 | 予選敗退                           | 予選敗退 | 予選敗退 | 予選敗退 | 予選敗退 | 予選敗退 | 予選敗退 |
| 2006 | 準優勝                             | 5        | 2        | 1        | 2        | 4        | 6        |
| 2007 | 予選敗退                           | 予選敗退 | 予選敗退 | 予選敗退 | 予選敗退 | 予選敗退 | 予選敗退 |
| 2009 | 予選敗退                           | 予選敗退 | 予選敗退 | 予選敗退 | 予選敗退 | 予選敗退 | 予選敗退 |
| 2011 | グループステージ敗退               | 3        | 0        | 1        | 2        | 1        | 5        |
| 2013 | 予選敗退                           | 予選敗退 | 予選敗退 | 予選敗退 | 予選敗退 | 予選敗退 | 予選敗退 |
| 2015 | 予選敗退                           | 予選敗退 | 予選敗退 | 予選敗退 | 予選敗退 | 予選敗退 | 予選敗退 |
| 2017 | 予選敗退                           | 予選敗退 | 予選敗退 | 予選敗退 | 予選敗退 | 予選敗退 | 予選敗退 |
| 2019 | 予選敗退                           | 予選敗退 | 予選敗退 | 予選敗退 | 予選敗退 | 予選敗退 | 予選敗退 |
| 2021 | 予選敗退                           | 予選敗退 | 予選敗退 | 予選敗退 | 予選敗退 | 予選敗退 | 予選敗退 |
| 2023 | ベスト4                            | 5        | 3        | 1        | 1        | 9        | 8        |
| 通算 | 最高成績 : 準優勝 15大会中/3回出場 | 13       | 5        | 3        | 5        | 14       | 19       |

## 歴代監督
- ヴラディミール・ムンチャン 1992-1994
- ヴィクトル・コロトフ 1995
- オレクサンドル・イシュチェンコ 1996-1997
- ヴィクトル・コロトフ 1998-1999
- ヴォロディミル・オニシュチェンコ 1999-2001
- アナトリー・クロシュチェンコ 2002
- パヴロ・ヤコヴェンコ 2002-2004
- ヘナディ・リトヴチェンコ 2003-2004
- アレクセイ・ミハイリチェンコ 2004-2007
- ヴラディミール・ムンチャン 2008
- パヴロ・ヤコヴェンコ 2008-2012
- セルヒー・コヴァレッツ 2013-2015
- オレクサンドル・ホロヴコ 2015-2018
- ルスラン・ロタン 2018-